# Gaio Giulio Azizo
Gaio Giulio Azizo (latino: Gaius Iulius Azizus; ... – 54) fu un membro della dinastia emesiana, re-sacerdote di Emesa dal 42 alla sua morte.

## Biografia
Azizo era figlio del re-sacerdote Sampsiceramo II di Emesa e di sua moglie, Iotapa di Commagene; aveva un fratello minore, Gaio Giulio Soaemo, e due sorelle, Iotapa e Giulia Mamea. Succedette al padre quando questi morì, nel 42.
Poco si conosce del regno di Azizo. Si sa che nel 51 circa sposò la principessa erodiana Drusilla, con la condizione di convertirsi al giudaismo e farsi circoncidere; dopo circa un anno Azizo lasciò la moglie, la quale si era innamorata del liberto greco Marco Antonio Felice, procuratore di Giudea, presso il quale Drusilla era fuggita e col quale poi si sposò.
Azizo morì nel 54: gli succedette il fratello Soaemo.